# Klaritromicin
Klaritromicin je makrolidni antibiotik za zdravljenje okužb dihal (vnetje žrela, mandljev, obnosnih votlin, bronhijev, pljuč) in kože ter podkožja. Uporablja se tudi pri legionelozi in lymski bolezni.
Na trgu je pod različnimi zaščitenimi imeni, npr.: Crixan, Biaxin, Klaricid, Klabax, Claripen, Claridar, Fromilid, Clacid, Clarithro(Nabiqasim), Vikrol in Infex.
Protibakterijski spekter je podoben kot pri eritromicinu, a je učinkovit tudi proti Mycobacterium avium, Mycobacterium leprae in atipičnim mikobakterijam.

## Zgodovina
Klaritromicin so v 70. letih odkrili znanstveniki v japonskem farmacevtskem podjetju Taisho Pharmaceutical. Omenjeno podjetje je zdravilo patentiralo in ga leta 1991 dalo na Japonskem na trg pod imenom Clarith. V ZDA je FDA odobrila zdravilo (pod imenom Biaxin) za ameriški trg oktobra 1991; v ZDA ga trži podjetje Abbott. Generična zdravila so se pojavila leta 2004 v Evropi, leto kasneje pa tudi v ZDA. 

## Mehanizem delovanja
Klaritromicin zavira bakterijsko rast, ker moti tvorbo bakterijskih beljakovin. Veže se na podenoto 50S bakterijskih ribosomov in zavre prevajanje peptidov. Na nekatere bakterije ima tudi baktericidni učinek (ubija bakterije), npr. proti Haemophilus influenzae, Streptococcus pneumoniae in Neisseria gonorrhoeae.

## Farmakokinetika
Za razliko od eritromicina je klaritromicin obstojen v kislem in zato ga lahko jemljemo peroralno, ne da bi bila potrebna gastrorezistentna zaščita. Dobro se absorbira ter prehaja v večino tkiv in v fagocite. Ker se kopiči v fagocitih, se aktivno prenaša na mesto okužbe. Med aktivno fagocitozo se sproščajo velike količine učinkovine in v tkivih je lahko zato koncentracija klaritromicina 10-krat večja kot v plazmi. Največje koncentracije so dokazali v jetrih in pljučih.

## Presnova
Pri klaritromicinu pride do relativno hitrega učinka prvega prehoda, vendar je presnovek 14-hidroksiklaritromicin skorajda dvakrat bolj učinkovit in ima razpolovni čas 7 ur (klaritromicin pa 5). Poglavitni poti izločanja klaritromicina in njegovih presnovkov iz telesa sta seč in žolč.

## Neželeni učinki
Najpogostejši so gastrointestinalni neželeni učinki: driska, siljenje na bruhanje, občutljivost prebavil, bolečina v trebuhu, bruhanje. Manj pogosti so glavobol, omotica, izpuščaj, spremenjeno okušanje in vonjanje. Poročali so tudi o suhih ustih, tesnobnosti, halucinacijah in nočnih morah. V resnejših primerih je prišlo do zlatenice, drugih jetrnih motenj ter ledvičnih bolezni, vključno z ledvično odpovedjo. Pojavljale so se tudi motnje srčnega ritma, bolečine v prsih, kratka sapa. 
Klaritromicin lahko povzroči lažno pozitiven urinski test na kokain.